# Leonard Bell
Leonard Bell (eigentlich Leo Belotezki; * 27. Februar 1925 in Pennsylvania; † 18. August 1995 in Hollywood, Kalifornien) war ein US-amerikanischer Schauspieler.
Bell trat erstmals 1950 in Erscheinung, als er in der amerikanischen Fernsehserie The Clock eine Rolle übernahm. Bis 1970 sollte er diesem Metier und Fernsehserien treu bleiben, in denen er bis 1961 Gastrollen spielte. Danach war er nur noch einmal sowie in zwei Kinofilmen zu sehen.

## Filmografie (Auswahl)
- 1950: The Clock (Fernsehserie, Folge The Checkes Suit)
- 1951: Vierzehn Stunden (Fourteen Hours)
- 1958: Dezernat M (M Squad, Fernsehserie, 1 Folge)
- 1958: Laßt mich leben (I Want to Live!)
- 1958: Perry Mason (Fernsehserie, 1 Folge)
- 1958: State Trooper (Fernsehserie, 1 Folge)
- 1959: Kein Fall für FBI (The Detectives, Fernsehserie, 1 Folge)
- 1960–1961: Der Kopfgeldjäger (Wanted: Dead or Alive, Fernsehserie, 2 Folgen)
- 1969: Four Rode Out